# جبل بوينت
جبل بوينت، هو جبل يقع في جبال كاتسكيل في نيويورك جنوب هانكوك. يقع جبل هوك شمال شرق جبل جيهو، ويقع جبل جيهو شرقا، ويقع ماكويس نوب جنوب شرق الصين، ويقع تل كونت هيل شمال جبل بوينت.